# Pascal Chimbonda
Pascal Chimbonda, né le 21 février 1979 aux Abymes en Guadeloupe, est un footballeur international français évoluant au poste de défenseur.

## Biographie
Pascal Chimbonda commence le football au Réal-Club de Port-Louis en Guadeloupe où il joue jusqu'à l'âge de 19 ans. 
Il est ensuite recruté par Le Havre, club pour lequel il réalise ses débuts professionnels le 29 avril 2000 face au RC Strasbourg, en remplaçant Souleymane Diawara en cours de match. Il signe son premier contrat professionnel dans la foulée. 

### SC Bastia (2003-2005)
En 2003, après la descente du Havre en Ligue 2 il signe pour le Sporting Club de Bastia où il profite de la longue blessure de Demetrius Ferreira pour s'imposer rapidement au poste d'arrière droit. Il réalise une première saison correcte et il est reconnu comme étant l'un des meilleurs arrières latéraux du championnat.
Pascal Chimbonda reste deux saisons en Corse, jusqu'à son départ pour le club anglais de Wigan en 2005. Son passage en Corse reste très remarqué, tant pour ses prestations sportives dépassant largement la moyenne d'une équipe qui finit 17e puis 19e, que pour des polémiques extra-sportives. 
En effet, après un match perdu le 13 novembre 2004 sur le score de 3 à 0 face à l'AS Saint-Étienne à domicile, où il aurait volontairement levé le pied mécontent de son positionnement en tant qu'arrière gauche, Chimbonda est verbalement pris à partie par des supporters à la sortie du stade, alors qu'il est accompagné de son frère. Une vitre de sa voiture aurait été brisée par le jet d'une pierre et des insultes racistes lancées. Les témoignages sur cet épisode restent cependant contradictoires et il n'y a pas eu de suites judiciaires.
Le 7 mai 2005, au cours d'une rencontre entre Bastia et le FC Istres disputée au stade Armand Cesari (Furiani), le joueur sénégalais du FC Istres Moussa N'Diaye puis Pascal Chimbonda déclarent être victimes d’insultes. Ce dernier souhaite même quitter la pelouse en cours de match, avant de changer d'avis à la suite de l'intervention de Christian Karembeu. À la suite de cela, la Fédération française de football puis le SC Bastia saisissent le procureur de la République de Bastia afin de déposer une plainte contre X. Cette plainte est classée sans suite, faute de preuves.
En novembre 2005, après la diffusion d'un reportage sur plusieurs chaînes de télévision nationales, des membres du club corse, notamment son président d'alors Louis Multari ainsi que les joueurs Pierre-Yves André et Nicolas Penneteau, font une conférence de presse et déclarent que les problèmes rencontrés par Pascal Chimbonda ne sont pas dus au racisme de certains supporters mais au laxisme du joueur à l'entraînement et en match.

### Wigan Athletic (2005-2006)
En juillet 2005, il quitte la Corse sur une nouvelle relégation pour Wigan, club fraîchement promu parmi l'élite anglaise. Après avoir fait ses premiers pas le 28 juillet 2005 lors d'un match amical de pré-saison face à Preston, il est titularisé en Premiership le 14 août face à Chelsea. Il s'illustre rapidement avec les Latics lors de la saison 2005-2006, ce qui lui vaut, en avril 2006, d'être élu meilleur arrière droit de Premier League. 
Toutefois, Pascal Chimbonda manifeste des envies de départ. Le 7 mai 2006, après le dernier match de la saison, perdu à Highbury (2-4) contre Arsenal, Pascal Chimbonda transmet une lettre à son manager Paul Jewell où il demande à être transféré, et ce six mois seulement après avoir prolongé son contrat de 4 ans chez les Latics. Le président du club du Lancashire, David Whelan, mécontent d'un tel comportement, décide que le joueur ne jouera plus en équipe première et fixe sa clause libératoire à 8,3 M €.
Malgré ce nouvel incident, Pascal Chimbonda est retenu, le 14 mai 2006 et à la surprise générale, dans la liste des 23 joueurs français sélectionnés pour disputer la Coupe du monde en Allemagne. Il connaît ainsi sa première et unique sélection sous le maillot bleu à la 88e minute du match amical France-Danemark, le 31 mai 2006, sur la pelouse du Stade Félix-Bollaert (Lens), en remplaçant Willy Sagnol. Ce sont ses seules minutes en équipe nationale.

### Tottenham Hotspur (2006-2008)
Le 31 août 2006, Pascal Chimbonda signe à Tottenham pour 9 M€ où il réalise une saison 2006-2007 de qualité. À l'été 2007, bien que courtisé par de grands clubs tels que Chelsea ou le Bayern Munich, il reste à Tottenham.
Le 24 février 2008, il remporte la finale de la League Cup (la première dans un Wembley rénové) face à Chelsea (2-1 a.p.). Cette victoire est cependant ternie par une nouvelle polémique. À la fin du mois de janvier, il manifeste en effet ses envies de départ pour Newcastle où Kevin Keegan lui propose un meilleur salaire. Pascal Chimbonda ajouta : « Je me fiche de la finale et de la coupe. C’est juste une question d’argent » ,. Finalement, il se ravise par la voix de son agent Willy McKay et annonce sa volonté de rester au club londonien. Lors de la finale, il est remplacé en cours de match par Tom Huddlestone et marque sa désapprobation en regagnant directement les vestiaires plutôt que de rejoindre ses coéquipiers sur le banc de touche. Sa réaction choque beaucoup en Angleterre et il se résout finalement à s'excuser. 

### Sunderland AFC (2008-2009)
Mais ces nouveaux incidents poussent Juande Ramos à le mettre sur la liste des transferts pour l'été 2008. Plusieurs clubs se déclarent candidats à son acquisition dont Aston Villa, Valence ou encore Hambourg, mais il signe finalement à Sunderland, équipe entraînée par Roy Keane, pour 7,5 M€.
Les Black Cats connaissent un début de saison difficile et Pascal Chimbonda se fait une nouvelle fois remarquer pour ses écarts de conduite. En effet, le 23 août 2008, Roy Keane l'écarte du groupe affrontant Tottenham pour un retard à la promenade matinale avant de le sanctionner une nouvelle fois en novembre pour ses retards répétitifs ainsi que pour sa participation (accompagné de Djibril Cissé et El-Hadji Diouf) à l'anniversaire d'Obafemi Martins quelques jours avant un match décisif face à Chelsea (perdu 5-0). Des rumeurs l'envoient alors à l'Olympique lyonnais (OL), Chimbonda se déclarant intéressé (« Je viens à pied »). Finalement, l'OL ne fait pas d'offre et Roy Keane démissionne, donnant ainsi une nouvelle chance à Chimbonda.

### Tottenham et Blackburn Rovers (2009-2011)
Le 26 janvier 2009, il signe à nouveau à Tottenham. Il rejoint les Blackburn Rovers le 27 août 2009 pour deux saisons. Le 20 janvier 2011, son contrat avec le club anglais est résilié.

### Les divisions inférieures anglaises (2011-2014)
Le lendemain, il s'engage en faveur des Queens Park Rangers, club de deuxième division anglaise. À l'issue d'une piètre seconde partie de saison 2010-2011 où il n'a jamais été titulaire (seulement 3 apparitions en championnat), Chimbonda n'est pas conservé par le club anglais.
Le 28 septembre 2011, libre de tout contrat, il s'engage pour un an avec l'équipe de Doncaster Rovers.
Son contrat expirant en juin 2012, il se retrouve alors sans club. Du 23 au 27 octobre 2012, il participe tout de même au deuxième tour qualificatif de la Caribbean cup avec l'équipe de Guadeloupe. 
Après plusieurs mois sans jouer, il rejoint le petit club anglais de Market Drayton Town (en) en Northern Premier League (soit le septième niveau en Angleterre).
Quelques semaines plus tard, il choisit finalement de rejoindre Fátima au Portugal, qui évolue en troisième division locale mais ne signe finalement pas de contrat au profit de Carlisle United qui évolue en League One (D3).

### Bref retour en France (2014-2015)
Après un mois à s'entraîner auprès de l'AC Arles-Avignon, il signe finalement au club le 1er octobre 2014. Le 27 février 2015, il résilie son contrat avec le club arlésien après seulement six rencontres.

### Non-League anglaise (2017-2019)
Il reprend le football en championnat amateur anglais (en D9) en signant au Washington FC le 5 octobre 2017,.
En septembre 2018, il signe à l'AFC Killingworth.
En janvier 2019, il rejoint Ashton Town (D10 anglaise).

### Carrière internationale (2006)
Malgré le fait qu'il ne soit sélectionné qu'une fois en équipe de France, la France apprend à le connaître grâce aux Guignols de l'info, avec une parodie du titre de DJ BoBo « Chihuahua » remixé en « Chimbonda » à la fin de chaque émission lors du début du Festival de Cannes 2006. Son nom est également repris dans la chanson « Zidane y va marquer » de Cauet.

## Statistiques

### Matchs internationaux
| Matchs internationaux de Pascal Chimbonda | Matchs internationaux de Pascal Chimbonda | Matchs internationaux de Pascal Chimbonda | Matchs internationaux de Pascal Chimbonda | Matchs internationaux de Pascal Chimbonda | Matchs internationaux de Pascal Chimbonda | Matchs internationaux de Pascal Chimbonda                |
| #                                         | Date                                      | Lieu                                      | Adversaire                                | Résultat                                  | Compétition                               | Notes                                                    |
| ----------------------------------------- | ----------------------------------------- | ----------------------------------------- | ----------------------------------------- | ----------------------------------------- | ----------------------------------------- | -------------------------------------------------------- |
| 1                                         | 31 mai 2006                               | Stade Félix Bollaert, Lens, France        | Danemark                                  | V 2 - 0                                   | Match amical                              | Entre en jeu à la place de Willy Sagnol à la 88e minute. |

## Palmarès

### En club
- Vainqueur de la League Cup en 2008 avec Tottenham
- Finaliste de la League Cup en 2006 avec Wigan

### En équipe de France
- Une sélection en 2006
- Participation à la Coupe du monde en 2006 (Finaliste)

### Distinction individuelle
- Membre de l'équipe-type de la Premier League en 2006